# Saint-Diéry
Saint-Diéry ist eine französische Gemeinde mit 541 Einwohnern (Stand 1. Januar 2022) im Département Puy-de-Dôme in der Region Auvergne-Rhône-Alpes (vor 2016 Auvergne). Sie gehört zum Arrondissement Issoire und zum Kanton Le Sancy (bis 2015 Besse-et-Saint-Anastaise). Die Einwohner werden Montacutins genannt.
Sie entstand als namensgleiche Commune nouvelle mit Wirkung vom 1. Januar 2019 durch die Zusammenlegung der früheren Gemeinden Saint-Diéry und Creste, die in der neuen Gemeinde jedoch keinen Status als Commune déléguée haben. Der Verwaltungssitz ist im Ort Saint-Diéry.

## Lage
Saint-Diéry liegt etwa 26 Kilometer südsüdöstlich von Clermont-Ferrand am Couze Pavin in der Limagne. Umgeben wird Saint-Diéry von den Nachbargemeinden Saint-Nectaire, Grandeyrolles im Norden, Verrières im Nordosten, Montaigut-le-Blanc, Saint-Floret und Saurier im Osten, Courgoul im Südosten, Valbeleix im Süden, Saint-Pierre-Colamine im Westen und Südwesten, Besse-et-Saint-Anastaise im Westen sowie Saint-Victor-la-Rivière im Westen und Nordwesten.
Westlich von Saint-Diéry lag der Abri du Cheix über dem Couze-Pavin-Tal. Die flache Halbhöhle ist Fundort des Mädchen von Cheix. Sie wurde aber um 1970 zerstört.

## Sehenswürdigkeiten
- Kirche
- Burg Saint-Diéry, Herrenhaus aus dem 13./14. Jahrhundert, mit Kapelle aus dem 11. Jahrhundert (Monument historique)
- Burg Cotteuges aus dem 13. Jahrhundert

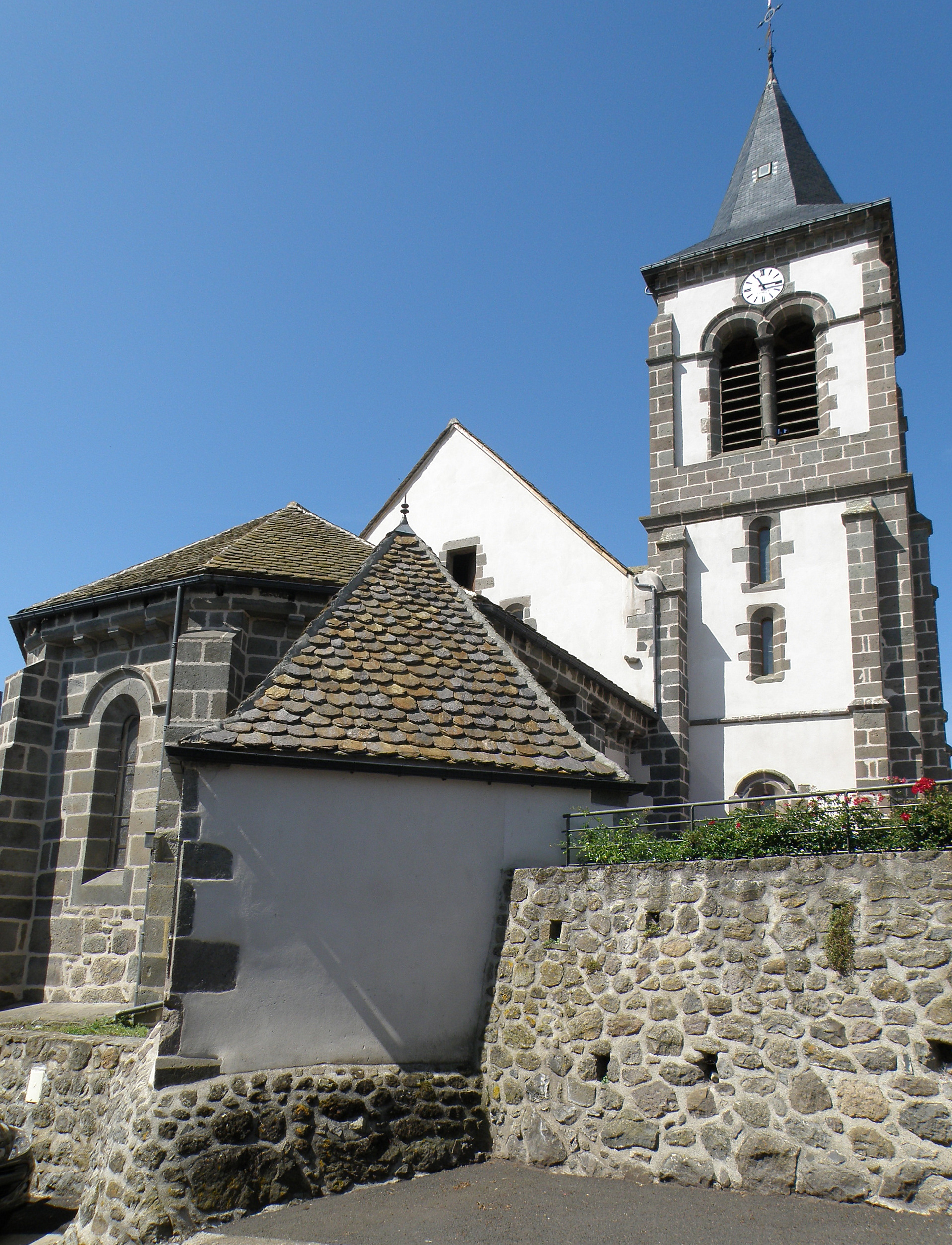
Kirche
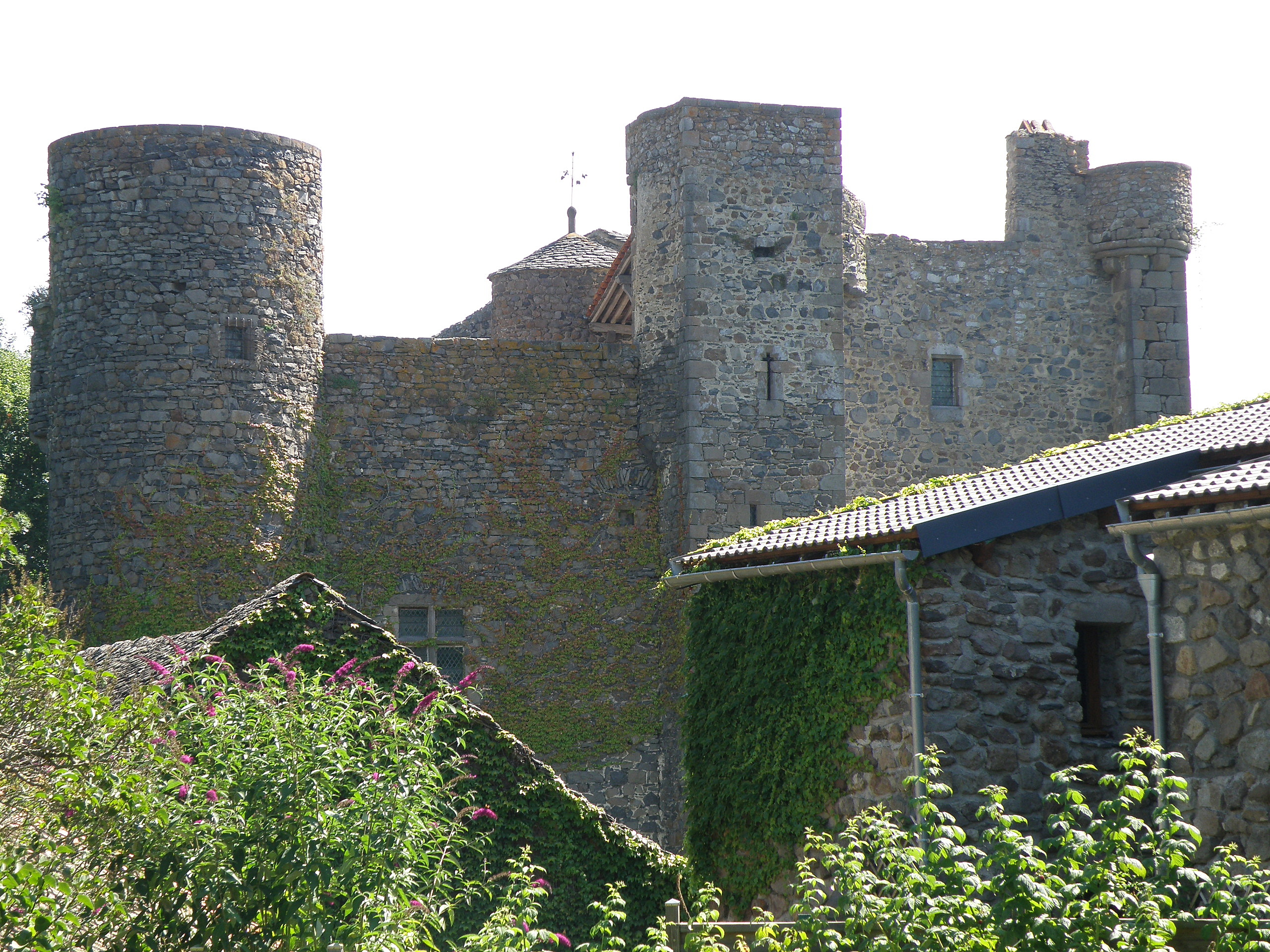
Burg Saint-Diéry

## Bevölkerungsverteilung und -fortschreibung
| Ortsteil       | ehemaliger INSEE-Code | Fläche (km²) | Höhenlage (m) | Einwohnerzahlen (Census) | Einwohnerzahlen (Census) | Einwohnerzahlen (Census) | Einwohnerzahlen (Census) | Einwohnerzahlen (Census) | Einwohnerzahlen (Census) | Einwohnerzahlen (Census) | Einwohnerzahlen (Census) | Einwohnerzahlen (Census) | Einwohnerzahlen (Census) | Einwohnerzahlen (Census) |
| Ortsteil       | ehemaliger INSEE-Code | Fläche (km²) | Höhenlage (m) | 1851                     | 1901                     | 1954                     | 1962                     | 1968                     | 1975                     | 1982                     | 1990                     | 1999                     | 2006 1                   | 2016 2                   |
| -------------- | --------------------- | ------------ | ------------- | ------------------------ | ------------------------ | ------------------------ | ------------------------ | ------------------------ | ------------------------ | ------------------------ | ------------------------ | ------------------------ | ------------------------ | ------------------------ |
| Saint-Diéry000 | 63335                 | 19.75        | 594 – 1036    | 840                      | 683                      | 442                      | 404                      | 352                      | 302                      | 269                      | 323                      | 333                      | 359                      | 426                      |
| Creste         | 63127                 | 4.36         | 549 – 8740    | 175                      | 150                      | 57                       | 56                       | 42                       | 35                       | 37                       | 31                       | 41                       | 53                       | 50                       |
| Saint-Diéry    | 63335                 | 24,11        | 549 – 1036    | 1.015                    | .0833                    | .0499                    | .0460                    | .0394                    | .0337                    | .0306                    | .0354                    | .0374                    | .0412                    | .0476                    |

Die (Gesamt-)Einwohnerzahlen der Gemeinde Saint-Diéry wurden durch Addition der einzelnen Ortsteile, d. h. der ehm. selbständigen Gemeinden ermittelt.